# 動物審判

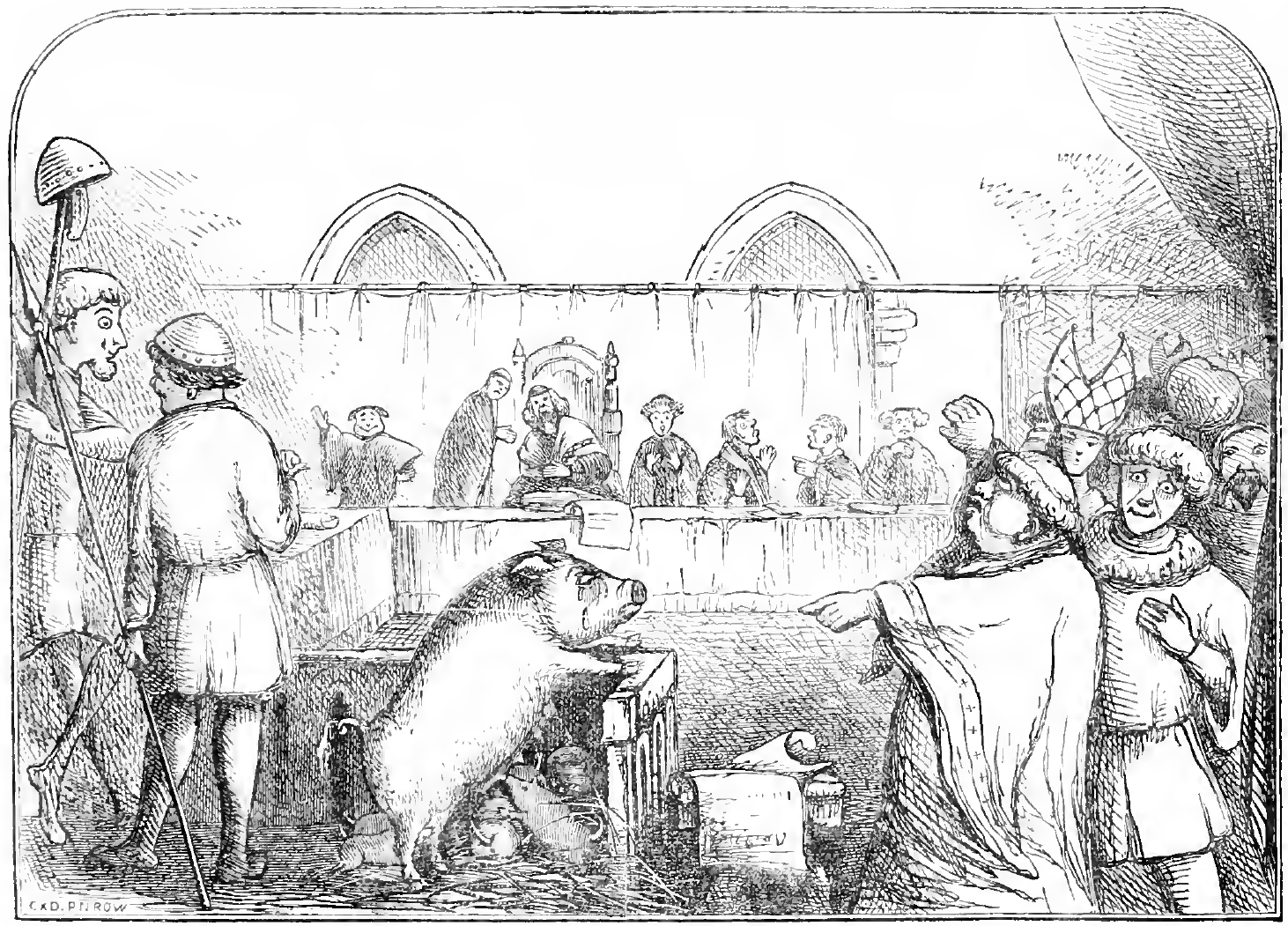
摘自《詹巴斯的時日之書》（Chambers Book of Days）的一張插圖，圖中顯示一隻母豬和她的小豬因謀殺一名兒童而受審。這場審判被認為發生於1457年，其中那隻母豬被宣判有罪，而小豬則被宣判無罪。

在司法史上，動物審判是對非人類的動物等進行的刑事審判。在歐洲，此類審判曾發生於十三至十八世紀間。在今日，多數的刑事司法系統都認為非人生物缺乏辨德之能（Moral agency），因此不應為行為而受責。

## 歷史上的動物審判
自古人類已有懲罰動物之習慣。在《聖經·出埃及記》中記載的，可能是歷史上最早之「動物犯法」之刑罰。內容提及如果一隻牛如果觸死任何人（无论男人还是女人），都要用石頭打死那頭牛。
任何動物都會「犯法」，不只於四腳動物，毛蟲、蝸牛等也會犯法。864年，發生了最早有歷史記載的動物審判案，當時沃木斯議會（又稱蠕蟲議會）宣佈，一窩蜂螫死了一個男人，這窩蜂須被煙燻死；11世紀，聖伯爾納鐸在法國一座教堂講道時，一群蒼蠅進了教堂，他感到生氣，下令驅逐這些蒼蠅。翌日，那些蒼蠅都死光了，被人用鏟子成群鏟走。有人懷疑牠們被夜晚一夜寒霜而給凍死。
但受審的通常是較大身驅的動物。1266年在法國丰特奈-玫瑰地區的對一隻豬的處決。此種的審判直到十八世紀為止，都是一些司法系統的一部份。動物被告出現於教堂和世俗的法院，而其被指控的罪名從謀殺到刑事毀壞都有。審判中常有人類證人的存在，而在教會法院（Ecclesiastical court）中，被告動物甚至通常都會有律師（在世俗法庭不是這樣，然在多數有動物審判的時期，人類被告也往往一樣沒有律師）。若罪名成立，被控罪的動物常會被處決或被放逐。17世紀，一隻俄羅斯的山羊因「犯法」而被放逐至偏僻的西伯利亞。
一些最詳細的動物審判資料可見於E.P.伊凡斯於1906年出版的《對動物的刑事檢控與死刑》（The Criminal Prosecution and Capital Punishment of Animals）一書；另外沙陀葛多‧加多里（Sadakat Kadri）的《審判：四千年的院間劇》（The Trial: Four Thousand Years of Courtroom Drama，Random House, 2006）一書也有另一些對此主題的詳細檢視。加多里氏指出這類審判是一個更廣泛的現象的一部份，該現象中，屍體和非活物等亦會受到指控；此外他亦認為如此儀式的殘餘，在現代社會以對兒童和心智有問題者的處罰的態度展現。

### 常受審的動物種類
幾乎所有受審的動物都是豬、牛、馬等家畜（其中以豬最為常見）或老鼠、象鼻蟲等害獸。此外，儘管少見（若有的話），但被認為身為使魔（Familiar spirit）或犯下獸奸罪行的動物也會受被火燒等的處罰。

### 巴塞爾審判
約翰尼斯‧格羅斯（Johannis Gross）在1624年寫的《巴塞爾簡誌》（Kurze Basler Chronik）一書中，提及了在1474年時，一隻公雞因「罪大惡極且不自然地產下一顆卵」而被送審，鎮民認為那顆蛋是撒但的傑作，並認為那蛋孵育了一隻雞蛇。然公雞是否真的能產卵依舊是值得商榷的。

### 狼人
儘管大抵都是人類被告被以身為狼人的罪名被告上法院，受控為狼人的動物也會被審判，尤其在十六世紀時的法國更是如此。

## 大眾文化中的動物審判
- 《快樂的回憶》（The Hour of the Pig，在美國以《The Advocate》之名上映）：這部電影的內容聚焦於一隻犯了殺人罪的豬身上。它的一些內容反映了歷史事件，且它的寫稿者顯示借鑿了一些確實的審判紀錄，儘管它的劇情是圍繞著一個歷史空想發展的─科林·弗思在劇中扮演被控罪的豬的辯護律師，但沒有歷史證據顯示曾有律師為被控謀殺的動物辯護。（與之相對地，在一些紀錄裡，律師一些在教會法庭中的審判中擔任動物的辯護律師─在一些例子中，一些老鼠和甲蟲最後在法庭上獲得知名的勝訴。）
- 朱利安·巴恩斯在他的《十又二分之一歷史》（A History of the World in 10½ Chapters）一書中， 亦描述了一場對木蛀蟲的審判。

## 腳註
1. ↑  來稿文章. . 香港01. 2021-06-05  [2024-12-13]. （原始内容存档于2025-02-22） （中文（香港））.
2. ↑  Cohen 1986，第7頁
3. ↑  .   [2008-10-26]. （原始内容存档于2017-04-14）.
4. ↑  Evans 1987[页码请求]
5. ↑  .   [2013-02-09]. （原始内容存档于2014-07-14）.

## 參照
- Cohen, Esther, , Past and Present (Oxford University Press), 1986, (110). ISSN 00312746
- Evans, E. P., , Faber and Faber, 1906, 1987 . ISBN 978-0-571-14893-6
- 張樹柏. . 香港: 讀者文摘遠東有限公司. 1978年: 全書共603頁 （中文（繁體））.

## 外部連結
- The Criminal Prosecution and Capital Punishment of Animals (1906) at the Internet Archive
- "The Law is an Ass: Reading E. P. Evans' The Criminal Prosecution and Capital Punishment of Animals"PDF（1.18 MB）, Society and Animals, Volume 2, Number 1 (1994)
- "The Historical and Contemporary Prosecution and Punishment of Animals"PDF（178 KB） (2003)
- Nicholas Humphrey, "Bugs and Beasts Before the Law"PDF（120 KB）, Chapter 18 of The Mind Made Flesh, pp. 235–254, Oxford University Press (2002)
- Animals on Trial (MP3), BBC World Service documentary podcast, broadcasted on 15 March 2011
- Bugs and Beast Before the Law in The Public Domain Review